# Per Holst
Per Holst, född 28 mars 1939 i Brønshøj, Köpenhamn, Danmark, är en dansk filmproducent, regissör och manusförfattare.
Holst började sin filmkarriär på Nordisk Films reklamfilmsavdelning och har genom åren producerat en stor mängd danska och nordiska reklamfilmer, spelfilmer, kortfilmer och tv-produktioner. 1965 startade han sitt eget produktionsbolag, Per Holst Film, där han fortsatte göra beställningsproduktioner men också gav sig in i spelfilmsbranschen. Han har producerat filmer av en rad ledande regissörer som Bille August, Lars von Trier, Bo Widerberg, Nils Malmros och Ole Bornedal, däribland 1988 års Oscarsvinnare för "Bästa utländska film", Bille Augusts Pelle Erövraren.
1991-2002 var han chef för Nordisk Film och skapade 2002 produktionsbolagen PH3 och Astafilm. Åren 2000–2005 var han även styrelseordförande för Europeiska filmhögskolan i danska Ebeltoft.

## Regi och filmmanus (i urval)
- 1969 – Toppen og bolden (kortfilm)
- 1973 – Afskedens timme
- 1980 – Kaptajn Klyde og hans venner vender tilbage (regi)
- 1985 – Walter og Carlo - op på fars hat

## Producent (i urval)
- 1981 – Kunskapens träd
- 1983 – Zappa
- 1983 – Skönheten och odjuret
- 1984 – Förbrytelsens element
- 1984 – Tro, hopp och kärlek
- 1986 – Flamberade hjärtan
- 1988 – Pelle Erövraren
- 1992 – Kärlekens smärta
- 1995 – Lust och fägring stor
- 1997 – Barbara
- 1997 – Polisen på Samsö (TV-serie)
- 1999 – Bornholms eko
- 1999 – Klinkevals
- 1999 – Tsatsiki, morsan och polisen
- 2002 – Jag är Dina
- 2003 – Ondskan
- 2015 – Walk With Me